# Zyklonsaison im Nordindik 2013
Die Zyklonsaison im Nordindik 2013 hat keine offiziellen Grenzen wie in anderen Becken üblich, sondern läuft das ganze Jahr hindurch. Die tropischen Wirbelstürme bilden sich allerdings in diesem Becken in der Regel zwischen April und Dezember, wobei die Monate vor und nach der Monsunsaison, also April/Mai und Oktober/November die aktivsten sind. Einen tropischen Wirbelsturm im Indischen Ozean bezeichnet man als Zyklon.
Das zuständige Regional Specialized Meteorological Centre (RSMC) ist das India Meteorological Department in Neu-Delhi. Dieses vergibt für diejenigen tropischen Wirbelstürme, die mindestens den Status eines Zyklons erreichen, einen Namen. Tiefdruckgebiete (je nach Windgeschwindigkeit depressions oder deep depressions) werden fortlaufend nummeriert, wobei die Buchstabenkombination BOB anzeigt, dass sich das System im Golf von Bengalen bildete. Die Buchstaben ARB stehen sinngemäß für das Arabische Meer.
Durch das Joint Typhoon Warning Center (JTWC) in Honolulu werden für die US-amerikanischen Einrichtungen im Indischen Ozean eigenständige Warnungen und Prognosen ausgegeben. Durch das JTWC erfolgt die Einstufung nach der Saffir-Simpson-Hurrikan-Windskala, das RSMC wendet für die Einstufung eigene Kriterien an, denen unter anderem die Messung der andauernden Windgeschwindigkeit auf Basis einer dreiminütigen Beobachtung zugrunde liegt.

## Sturmnamen
Tropische Wirbelstürme im Indischen Ozean werden durch das RSMC des India Meteorological Department benannt. Die Namen werden jeweils nur einmal verwendet, es werden also keine Namen verheerender Stürme nach Ende der Saison von der Liste der Namen tropischer Wirbelstürme gestrichen. Die folgenden Namen wurden für benannte Stürme benutzt:
Mahasen, Phailin, Helen, Lehar, Madi

## Stürme

### Zyklonischer Sturm Mahasen (01B)
Am 4. Mai bildete sich einige hundert Kilometer westlich der Nordspitze Sumatras Konvektion. Dieses Gebiet zog zunächst nach Osten und organisierte sich am 8. Mai in ein Tiefdruckgebiet. Weitere Organisierung des Systems führte am 10. Mai zu einem Tropical Cyclone Formation Alert (TCFA) durch das Joint Typhoon Warning Center und einige Stunden später zur Klassifizierung als 01B bzw. der Einstufung als Depression BOB 01 durch das RSMC Neu-Delhi, der noch am selben Tag die Aufstufung in eine Deep Depression folgte. In den Morgenstunden des 11. Mai aktualisierte das RSMC Neu-Delhi das System zu einem Zyklonischen Sturm und nannte diesen Mahasen. Aufgrund von nur leichter Windscherung konnte sich Mahasen in den folgenden Tagen weiter verstärken und erreichte am Morgen des 12. Mai 1-minütige Windgeschwindigkeiten von rund 95 km/h. Nach seinem Höhepunkt konnte Mahasen konstant seine Intensität halten und zog Richtung Nordwesten. Am 14. Mai zog der Sturm eine Kurve und zog fortan Richtung Nordosten und ging am 16. Mai 30 km südlich von Feni, Bangladesch an Land. Nachdem Mahasen immer weiter ins Landesinnere zog, veröffentlichte das JTWC die letzte Warnung zu dem Sturm. Das IMD stufte Mahasen am Abend zu einer Deep Depression herab. Am 17. Mai löste sich das System über Nagaland vollständig auf.
Durch die Auswirkungen des Sturms wurden mindestens 36 Menschen getötet: 3 in Indonesien, 7 in Sri Lanka, 8 in Andhra Pradesh (Indien), 17 in Bangladesch und einer in Thailand. Zudem ist ein Rettungsboot vor der Küste Myanmars mit 100 Menschen and Bord gesunken. Bei dem Unglück konnten 42 Menschen gerettet werden, 31 Leichen wurden an der Küste von Myanmar gefunden. In Sri Lanka haben 3000 Menschen ihr Haus verloren und sind obdachlos. Mehr als 160.000 Menschen wurden aus den Küstenstreifen in Myanmar ins Landesinnere evakuiert. 15.000 bis 50.000 Lehmhütten in Bangladesch wurden von dem Sturm zerstört. Insgesamt sind 8,2 Millionen Menschen durch Mahasen betroffen.

### Depression BOB 02
Am 28. Mai bildete sich über dem nördlichen Golf von Bengalen ein Gebiet niedrigen Luftdrucks. Am folgenden Tag wurde es vom IMD zu einer Depression aktualisiert. Am Abend desselben Tages ging das System über Westbengalen an Land und blieb am 30. Mai im Landesinneren, bevor es sich am 31. Mai über Jharkhand auflöste.

### Depression BOB 03
Am 29. Juli bildete sich über dem Golf von Bengalen ein Gebiet niedrigen Luftdrucks. Das System organisierte sich und das Indian Meteorological Department (IMD) aktualisierte es früh am 30. Juli zu einer Depression. Am selben Abend ging diese über der Grenzregion zwischen Odisha und Westbengalen an Land. Nachdem sie über Land nach Westen zog, löste sie sich am 1. August über Madhya Pradesh auf.

### Land Depression 01
Am 16. August bildete sich über dem Golf von Bengalen ein monsunales Tiefdruckgebiet, das sich nach und nach intensivierte und früh am 20. August über dem küstennahen Westbengalen und dem Norden von Odisha und Jharkhand zu einer Depression organisierte. Während der folgenden Tage zog das Sturmsystem in westnordwestlicher Richtung, bis es sich am 23. August in ein ausgeprägtes Tiefdruckgebiet abschwächte.
Für die küstennahen Bereiche Westbengalens brachte die Depression starke Niederschläge mit sich, und in Kalkutta fielen innerhalb von drei Tagen 206 mm Regen, was zu überfluteten Straßen führte. Mindestens vier Personen wurden in dem Bundesstaat bei mit dem Regen in Zusammenhang stehenden Ereignissen getötet.

### Deep Depression ARB 01 (03A)
Anfang November bildete sich westlich der Malediven über dem Arabischen Meer ein Tiefdruckgebiet, das langsam westwärts driftete und sich am 8. November in eine Depression organisierte. Das Joint Typhoon Warning Center (JTWC) löste am gleichen Tag einen Tropical Cyclone Formation Alert (TCFA) aus und stellte fest, dass das System in einen Bereich zog, der die weitere Entwicklung begünstigte. Am nächsten Morgen stufte das IMD das System als Deep Depression ein, und das JTWC meldete Windgeschwindigkeiten von 35 Knoten in der Nähe des bodennahen Zirkulationszentrums, was das System nach der Saffir-Simpson-Hurrikan-Windskala als tropischen Sturm klassifiziert. Nachdem das System nahezu einen Tag quasi bewegungslos verharrte, überquerte der Sturm die Küste Somalias in der Nacht vom 10. auf den 11. November. Durch den Einfluss des Festlandes verlor das System schnell seine Organisation und das JTWC gab seine letzte Warnung aus, auch das IMD stufte den Sturm ab in ein ausgeprägtes Tiefdruckgebiet und gab sein letztes Bulletin aus.
ARB 01 verursachte heftige Schäden in der nordsomalischen Region Puntland, Hunderte von Häusern und Vieh wurde von der Sturmflut weggespült, mindestens 100 Personen starben und weitere sind vermisst. Die Regierung des Defactoregimes Puntland erklärte einen Katastrophennotstand.